# Haantjeduin
Het Haantjeduin wordt met ruim 31 m boven NAP algemeen beschouwd als de hoogste natuurlijke heuvel van Drenthe. Het is tevens de meest zuidelijke hoogte van de Hondsrug. Of het werkelijk het hoogste natuurlijke punt van de provincie is, valt te bezien. Ten zuidoosten van Exloo aan de rand van het Molenveld zijn enkele stuifduinen die vrijwel dezelfde hoogte hebben en wellicht hoger zijn.
Het Haantjeduin maakt deel uit van het Haantjebak, een stuifzandvlakte die zich in in de Emmerdennen bevindt, het bos iets ten noordoosten van het centrum van de stad Emmen. Op oude topografische kaarten is te zien dat het Haantjeduin tot halverwege de 20e eeuw als Emmerzand werd aangegeven.
Omdat de heuvel in een veel bezocht stuifzandgebied ligt, is de heuvel de laatste jaren geslonken. Tot in de jaren 50 stond op de heuvel een uitkijktoren.
Andere hoge punten in Drenthe zijn de Bisschopsberg bij Darp en de Leewal bij Exloo.